# 살로메 (희곡)

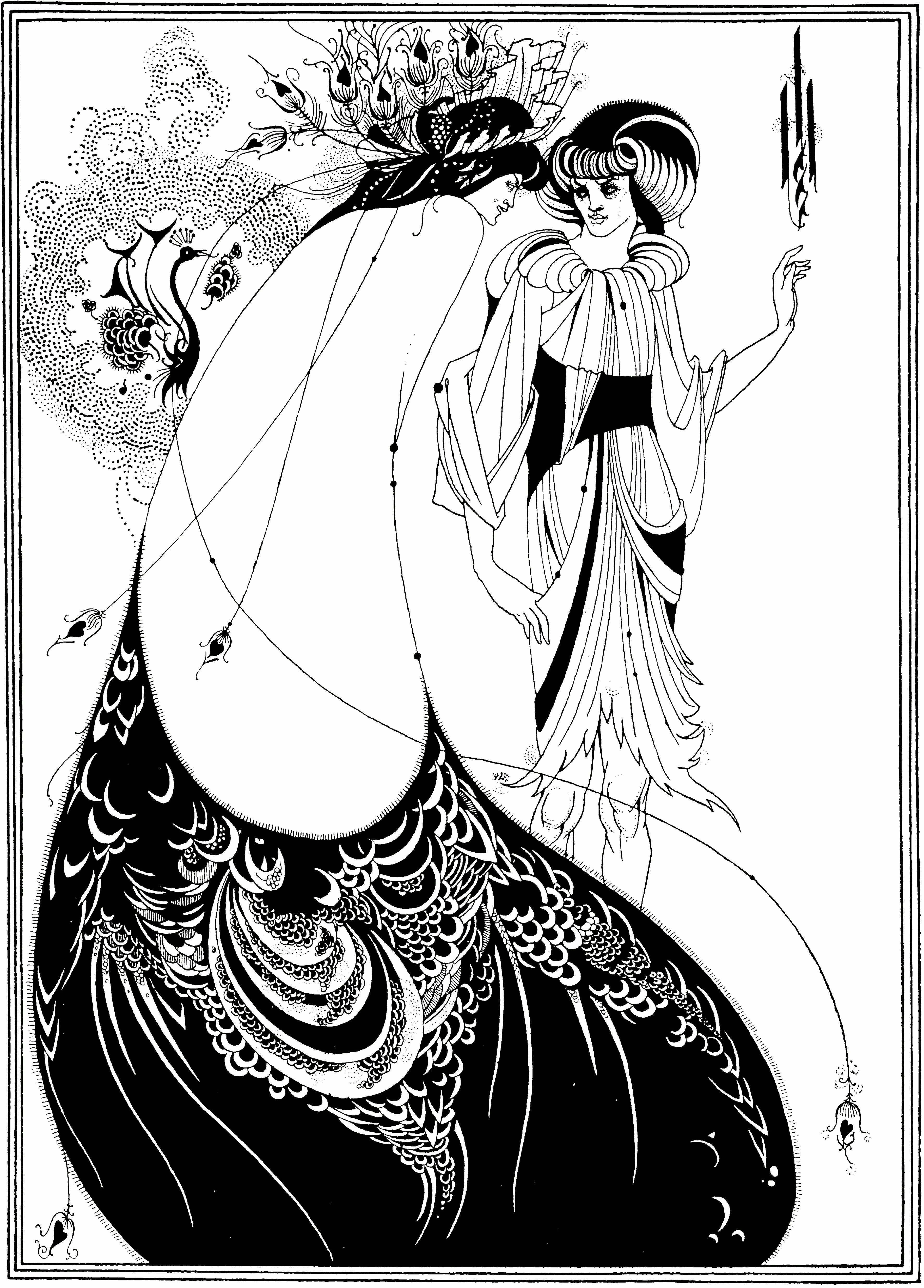
오스카 와일드의 "살로메" 첫 번째 영어 출반본을 위한 오브리 비어즐리의 일러스트레이션 (1894)

살로메(프랑스어: Salomé)는 오스카 와일드가 쓴 비극적인 희곡이다. 1891년 원본 연극은 프랑스어로 작성되었다, 3년후 영어로 번역되어 발간되었다. 이 작품은 마르코복음서에 나오는 헤로데 안티파스의 의붓딸인 살로메에 관한 이야기를 다룬다. 살로메는 헤로데 안티파스 왕 앞에 7개의 베일의 춤을 춘 보상으로, 그녀의 어머니 헤로디아의 기쁨을 위해, 은쟁반에 요한(세례 요한)의 머리를 요청한 이야기를 담은 1막의 희곡이다.

## 내용
오스카 와일드의 〈살로메〉는 성서를 기반으로 한 비극이다. 유대아를 통치하던 헤롯의 수양딸 살로메가 춤을 춘 대가로 세례요한의 머리를 요구하는 에피소드를 극화했다. 성서에 따르면 헤롯은 근친상간적인 결혼을 비난한 세례자 요한을 투옥시키고 있었지만 선지자를 죽일 의도가 전혀 없었다. 하지만 자신의 생일에 춤을 춘 헤로디아의 딸이 요한의 목을 요구했고, 헤롯은 춤을 춘 수양딸에게 무엇이든지 주겠다고 이미 공언했기 때문에 어쩔 수 없이 요한을 죽이게 된다. 당대 역사가인 요세푸스(Josephus)에 의하면 헤로디아의 딸 이름은 살로메였다. 성서에는 살로메가 어머니의 명령으로 요한의 목을 요구했다고 단순하게 서술되어 있을 뿐이지만, 와일드가 창조한 살로메는 전혀 다른 인물이다. 그녀는 양아버지 헤롯을 포함한 많은 남자들이 욕망하는 매혹적인 여성이다. 또한 자유분방하고 탐미적이며 욕구 발산에 적극적인 여성이다. 세례자 요한을 유혹하려다가 거절당하자, 헤롯에게 매혹적인 춤의 대가로 요한의 목을 요구한다. 헤롯은 그녀의 공개적인 요구를 거절하지 못하고 마지못해 요한을 죽이지만, 극 마지막에 살로메를 죽이라고 명한다. 작품에 대한 평가는 극명하게 갈렸다. 미국의 한 신문은 작품이 피와 교묘한 말솜씨가 뒤섞여 병적이고 기묘하며 혐오스럽고 성서적인 상황을 전혀 성스럽지 않게 뒤집어 놓은 아주 불쾌한 창작물이라고 혹평했다. 하지만 베를린에서의 공연은 셰익스피어를 포함한 그 어떤 영국 작가의 작품보다 더 오랫동안 이어진 것으로 알려져 있다.
오스카 와일드가 프랑스어로 쓴 것을 친우 더글러스 경이 영어로 번역해 영국에서 출판할 때 삽화가 오브리 비어즐리의 그림 20컷이 함께 실렸다. 비어즐리의 작품들 중에서도 원작 분위기를 잘 살린 것으로 평가되어 이후 <살로메>는 오스카 와일드 텍스트와 오브리 비어즐리 삽화가 한 쌍으로 인식되어 왔다. 비어즐리 삽화 20컷을 빠짐없이 수록했다.
특유의 환상적이고 퇴폐적인 작품 분위기 때문에 즉시 공연되지 못하다가 슈트라우스가 오페라로 각색하면서 유명세를 얻었다. 연극으로는 1920년대를 전후해 러시아에서 아방가르드 예술 운동의 조류를 타고 여러 차례 공연되었다. 그중에서도 1917년 타이로프 제작으로 키메르니 극장에서 공연된 〈살로메〉는 원작에 대한 정확한 해석, 충실한 재현으로 평가된다. 당시 무대 및 코스튬 디자인은 아방가르드 예술 운동 선두에서 활약한 미술가 엑스테르가 맡았다. 이 책에는 상세한 인물 소개와 엑스테르 코스튬 디자인 10컷이 나란히 실려 있다.